# Амісулашвілі Олександр Георгійович
Олександр Георгійович Амісулашвілі (груз. ალექსანდრე გიორგის ძე ამისულაშვილი; нар. 20 серпня 1982, Телаві, Грузинська РСР) — колишній грузинський футболіст, захисник збірної Грузії.
У 2016 став одним із засновників футбольного клубу «Телаві».

## Титули і досягнення
- Ліга Умаглесі

 «Динамо» (Тбілісі) (1): 2003.
- Володар Кубка Грузії (1):

«Динамо» (Тбілісі): 2016